# Berkovits Ilona
Berkovits Ilona (Budapest, Terézváros, 1904. március 26. – Budapest, 1986. január 12.) művészettörténész, a művészettörténeti tudomány doktora (1962), Tolnai Gábor irodalomtörténész felesége.

## Élete
Berkovits János (1876–1905) könyvnyomda-tulajdonos és Herzfeld Hermin (1880–1968) második gyermekeként született asszimilálódott zsidó családban. Még egyéves sem volt, amikor apját tüdőgyulladás következtében elvesztette. Nővére Berkovits Klára volt. Anyja az első férje halála után kétszer is megházasodott; az 1907 és 1914 közötti házassága Wechsler Gyula takarékpénztári igazgatóval válással végződött, míg harmadik férjétől 1938-ban megözvegyült. 1968-ban Rio de Janeiróban hunyt el.
Középiskolai tanulmányait 1914 és 1922 között a budapesti Gizella Királyné Leánygimnáziumban végezte. 1926-ban mint Gerevich Tibor tanítványa szerzett diplomát a budapesti Pázmány Péter Tudományegyetemen, ezt követően pedig németországi, illetve franciaországi könyvtárakban, Rómában a kódexek miniatúrafestészetének tanulmányozásával foglalkozott. A fővárosi Egyetemi Könyvtárban a Dante-kódex feldolgozásával indult meg a magyarországi kódexfestészet tanulmányozása útján; összefoglaló műve 1965-ben jelent meg Magyar kódexek a XI–XVI. században címmel. Egyik legjelentősebb munkája Zichy Mihályról szólt; életművéről ő készítette el az első átfogó képet.
Cikkei, tanulmányai a Magyar Tudomány mellett a Magyar Grafikában és a Művészettörténeti Értesítőben is megjelentek. Munkatársa volt a Magyar Könyvszemlének, 1938-ban és a következő évben pedig az Országos Széchényi Könyvtár szerkesztői titkáraként vett részt a periodika munkálataiban. A budapesti Pázmány Péter Tudományegyetem Bölcsészettudományi Karán „A miniatúrafestészet” című tárgykörből egyetemi magántanári képesítést szerzett. Művei számos nyelven, így olaszul, oroszul, németül, franciául és lengyelül is megjelentek.

## Művei
- A budapesti Egyetemi Könyvtár Dante kódexe (Budapest, 1928)
- A budapesti Egyetemi Könyvtár festett kéziratainak egy csoportja (Budapest, 1932)
- A budapesti Egyetemi Könyvtár Albucasis kódexe (Budapest, 1937)
- A pécsi püspöki könyvtár festett kéziratai és ősnyomtatványai (Budapest, 1937)
- A Képes Krónika és Szent Istvánt ábrázoló miniatúra (Budapest, 1938)
- Az esztergomi Ulászló graduále (Budapest, 1941)
- Felice Petanzio Ragusino, capo della bottega di miniatori di Mattia Corvino (Budapest, 1941)
- La pietra sepolcrale di un umanista ferrarese a Cassovia (Budapest, 1941)
- La miniatura nella corte di Mattia Corvino Ferrara ed il Rinascimento Ungherese (Budapest, 1941)
- A Kassai-graduale és a XVI. századi kassai festészet (Budapest, 1942)
- A magyar miniatúra festészet kezdetei. Az Árpádkor. (Budapest, 1942)
- Várday Ferenc Pontificaléja Bécsben (Budapest, 1942)
- Kolostori kódexfestészetünk a XIV. században (Budapest, 1943)
- Az Iparművészeti Múzeum olasz antiphonariuma (Budapest, 1943)
- Egy Korvina miniatúra (Budapest, 1959)
- Zichy Mihály Madách-illusztrációi (Budapest, 1963)
- Zichy Mihály élete és munkássága (Budapest, 1964)
- Magyar kódexek a XI–XVI. században (Budapest, 1965)

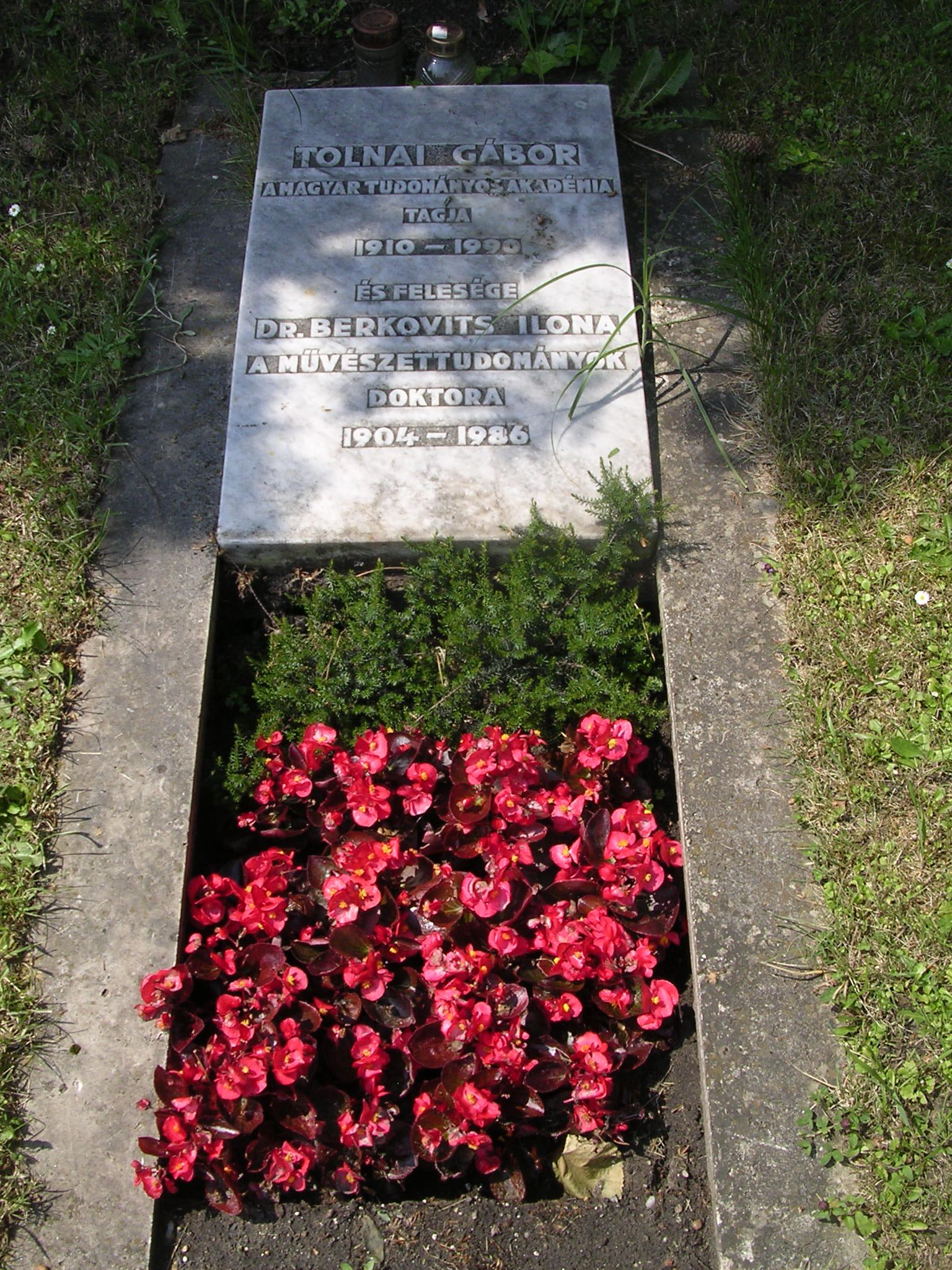
Sírja a Fiumei úti sírkertben (27-D-10)

- Luca Signorelli (Budapest, 1983)

## Díjai, elismerései
- Munka Érdemrend ezüst fokozata (1964)
- Munka Érdemrend arany fokozata (1974)
- Szocialista Magyarországért Érdemrend (1984)[10]